# Wingly
Wingly est une plateforme communautaire de coavionnage, basée à Paris. Fondé en 2015 par Emeric de Waziers, Bertrand Joab-Cornu et Lars Klein, le site permet de mettre en relation passagers et pilotes locaux privés. Les pilotes privés peuvent proposer les sièges vacants lors de leurs vols au départ d’aérodromes locaux. Lors de ces vols, le pilote partage alors les frais avec son ou ses passagers. Le site s'inscrit dans la lignée des entreprises favorisant l’économie collaborative. 
Ce service est souvent comparé avec Uber, Airbnb ou encore BlaBlaCar. Tous les vols sont assurés par Allianz. 
En 2022 Wingly comptait une communauté de 21 000 pilotes privés et 390 000 passagers. L’entreprise regroupait alors 26 employés.